# Ipomoea bonariensis
Ipomoea bonariensis là một loài thực vật có hoa trong họ Bìm bìm. Loài này được Hook. mô tả khoa học đầu tiên năm 1839.